# Sbohem, blbci!
Sbohem, blbci!, ve francouzském originále Adieu les cons, je francouzský hraný film režiséra Alberta Dupontela z roku 2020.
Albert Dupontel začal na filmu pracovat v roce 2013, po dokončení filmu 9 mois ferme. Tento projekt však odložil, aby mohl pracovat na filmové adaptaci románu Pierra Lemaitra Na shledanou tam nahoře. Natáčení filmu probíhalo v létě 2019 v pařížském regionu (Gonesse, Paříž, Meaux, Conflans-Sainte-Honorine). Většina scén se natočila ve studiích Bry-sur-Marne. Film obsahuje mnoho speciálních efektů a vyžádal si osm měsíců postprodukčních prací.
Navzdory pandemii covidu-19 bylo datum premiéry filmu zachováno na 21. října 2020. Během devíti dnů promítání, a navzdory omezením, překonala návštěvnost filmu hranici 700 000 diváků. Uvedení filmu bylo zastaveno s uzavřením kin, ale 19. května 2021 bylo obnoveno.
Film byl nominován na Césara a získal sedm cen, včetně ceny pro nejlepší film, režii a původní scénář.

## O filmu
Když se Suze Trappet dozví, že je vážně nemocná, rozhodne se hledat dítě, které musela v patnácti letech opustit. Na své cestě se setkává s vyhořelým padesátníkem jménem JB a panem Blinem, slepým archivářem s působivým nadšením. Společně se vydávají na nečekanou výpravu.
Jak Albert Dupontel shrnul v rozhovoru pro magazín Première, film pojednává o „setkání ženy, která chce žít, ale nemůže, a muže, který může žít, ale nechce“. Film se zabývá společenskými tématy, jako je vyhoření, nemoc z povolání, individualismus, hackerství, policejní násilí a anonymní porod.

## Obsazení
| Virginie Efira     | Suze Trappet                        |
| Albert Dupontel    | Jean-Baptiste „JB“ Cuchas           |
| Nicolas Marié      | Serge Blin                          |
| Jackie Berroyer    | Dr. Lint                            |
| Philippe Uchan     | pan Kurtzman                        |
| Bastien Ughetto    | Adrien                              |
| Marilou Aussilloux | Clara                               |
| Catherine Davenier | paní Lintová                        |
| Michel Vuillermoz  | psycholog                           |
| Laurent Stocker    | pan Tuttle                          |
| Kyan Khojandi      | Lintův lékař                        |
| Grégoire Ludig     | ošetřovatel                         |
| David Marsais      | ošetřovatel                         |
| Bouli Lanners      | Suzin lékař                         |
| Terry Gilliam      | lovec                               |
| Yves Pignot        | květinář                            |
| Guillaume Berroyer | Suzin lékař v době jejího dospívání |
| François Girard    | policista                           |

## Ocenění a nominace

### Ocenění
- César 2021:
  - Nejlepší film
  - Nejlepší režisér (Albert Dupontel)
  - Nejlepší herec ve vedlejší roli (Nicolas Marié)
  - Nejlepší původní scénář (Albert Dupontel)
  - Nejlepší kamera (Alexis Kavyrchine)
  - Nejlepší scénografie (Carlos Conti)
  - César des lycéens

### Nominace
- Prix Lumières 2021:
  - Nejlepší herečka (Virginie Efira)
  - Nejlepší herec (Albert Dupontel)
  - Nejlepší režie (Albert Dupontel)
  - Nejlepší film

- César 2021:
  - Nejlepší herečka (Virginie Efira)
  - Nejlepší herec (Albert Dupontel)
  - Nejlepší filmová hudba (Christophe Julien)
  - Nejlepší zvuk (Jean Minondo, Gurwal Coïc-Gallas a Cyril Holtz)
  - Nejlepší střih (Christophe Pinel)
  - Nejlepší kostýmy (Mimi Lempicka)